# Wingles
Wingles (ndl.: "Westerwinkel") ist eine französische Gemeinde mit 8734 Einwohnern (Stand: 1. Januar 2022) im Département Pas-de-Calais in der Region Hauts-de-France. Sie gehört zum Arrondissement Lens und ist der Hauptort (chef-lieu) des Kantons Wingles. Die Einwohner werden Winglois genannt.

## Geografie
Wingles liegt am Fluss Deûle.
Umgeben wird Wingles von den Nachbargemeinden Billy-Berclau im Norden, Bauvin im Nordosten, Meurchin im Osten, Vendin-le-Vieil im Süden, Bénifontaine im Südwesten und Douvrin im Nordwesten.
Durch die Gemeinde führt die Route nationale 47.

### Bevölkerungsentwicklung
| 1962 | 1968 | 1975 | 1982 | 1990 | 1999 | 2006 | 2011 |
| ---- | ---- | ---- | ---- | ---- | ---- | ---- | ---- |
| 9332 | 8946 | 8348 | 8472 | 8742 | 8691 | 8211 | 8239 |

## Sehenswürdigkeiten

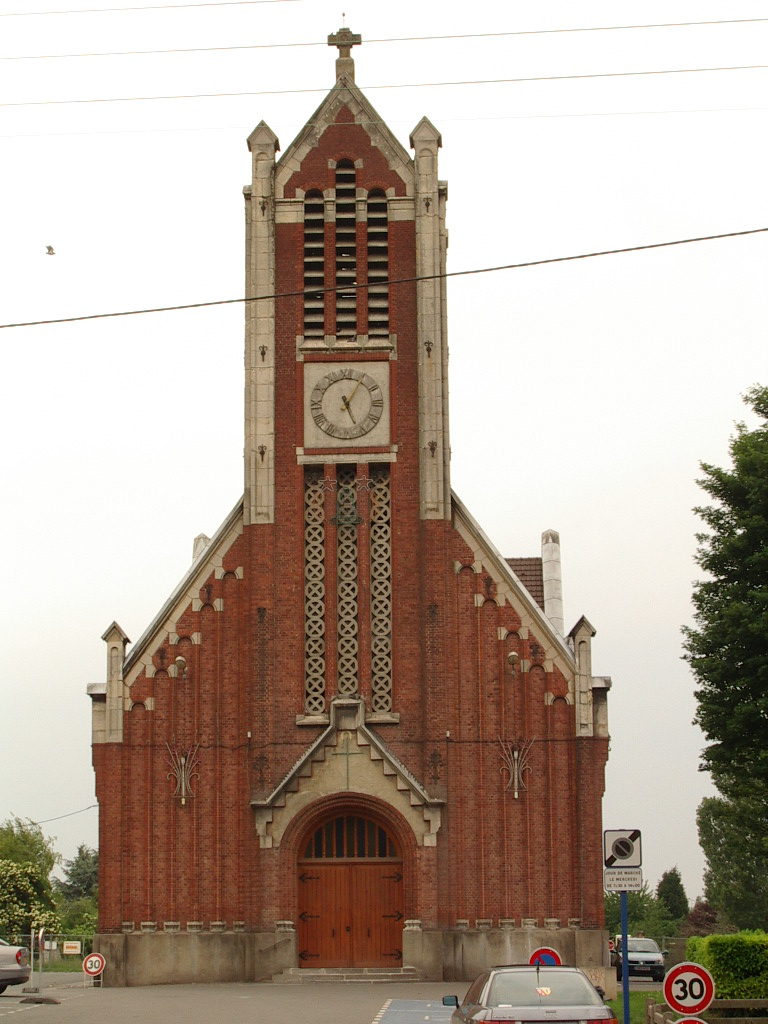
Kirche Saint-Vaast

- Kirche Saint-Vaast
- Mahnmal der Kriegstoten

## Persönlichkeiten
- Émilienne Moreau-Evrard (1898–1971), Widerstandskämpferin